# Година смрти Рикарда Реиша
Година смрти Рикарда Реиша (порт. O Ano da Morte de Ricardo Reis, 1984), најпознатији је роман португалског књижевника и нобеловца Жозеа Сарамага, у којем се огледају све особености пишчевог стила и књижевног поступка.

## Фабула
Рикардо Реиш, португалски лекар и песник који се 1936. године враћа из прогонства у Бразилу, открива измењено лице Лисабона пуног тајни, где се преплићу сан и јава, мит и историја, визије будућности и магија свакодневице. Он проводи највише времена са духом португалског песника Фернанда Песое, који после смрти, у том виду, проводи на Земљи девет месеци, исто колико сваки човек проводи на Земљи и пре свог рођења. Пре него што ће са песником напустити овај свет, главни јунак помоћи ће читаоцу да из посебног угла упозна Лисабон, његове широке авеније и уске меандре бескрајних и безбројних уличица, сиромаштво његових грађана, оронулост самотних бродова у луци и меланхолију непрестане магле и кише што најављују сумрак Европе. „Мало је дела у светској литератури такве естетске и стилске префињености, као и истанчаног осећања трагичности живота“, бележи преводилац овог дела на српски Јасмина Нешковић, „као што је роман Година смрти Рикарда Реиша. Сарамаго користи чињеницу да је највећи песник португалског језика Фернандо Песоа (1888–1935) потписивао своје песме различитим именима и створио читаву породицу својих ближих и даљих духовних сродника – хетеронима – које је ’задужио’ да у песничкој форми одговоре на најбитнија питања људске егзистенције. Један од њих, Рикардо Реиш, непосредно након Песоине смрти покушава немогуће – да живи живот умрлог песника. Око таквог невероватног заплета Сарамаго гради роман који је сав исткан од парадокса.“

## Теме
Роман индиректно додирује више тема, као што је шпански грађански рат, када су многи шпански емигранти стизали у Лисабон, при чему главни јунак не разуме смисао тог сукоба. Осим тога, у бројним разговорима између Рикарда Реиша и духа Фернанда Песое главни јунак као да не поима праву природу живота и смрти и разлику између њих. Упуштајући се, притом, у једну безазлену љубавну игру, Рикардо Реиш се и у својим најличнијим односима са околином показује као неко ко је константно и добровољно отуђен од друштва. Тако се намеће утисак да је у питању прича о покушају једног човека да одбаци било какав културни контекст и оспори концепцију смештања јединке у неки конкретан социјални миље. Суочавајући два лика, Песое и Реиша, у „реалном“ времену, Сарамаго одбацује и традиционалне оквире наративне праксе у књижевности, свесно замагљујући границе између уобразиље и стварности.

## Стил
Роман је написан особеним стилом, без употребе других правописних знака осим тачке и зареза, при чему се у дијалозима користи велико слово после зареза, означавајући тако смену реплика. Сарамаго вешто и надахнуто користи дуге реченице и пасусе, често и по неколико страница дуге, залазећи често у луцидне дигресије медитативне природе о значењу слика, предмета, појава или ситуација који се нижу у роману. Његов стилски поступак на тај начин се приближава поступку карактеристичном за латиноамеричке писце магијског реализма.

## Оцене дела
„Сарамаго нас уводи у јединствени лавиринт у коме се мешају ’привид стварности и истина привида’.“

„Три непоновљива и неодољива лика – две жене и један дух мртвог песника – уплићу се у нови живот Рикарда Реиша и чине окосницу радње овог фасцинантног романа.“